# Plethysmochaeta semilutea
Plethysmochaeta semilutea är en tvåvingeart som beskrevs av Schmitz 1953. Plethysmochaeta semilutea ingår i släktet Plethysmochaeta och familjen puckelflugor. Inga underarter finns listade i Catalogue of Life.